# Абдон Памич
Абдон Памич (італ. Abdon Pamich; нар. 3 жовтня 1933) — італійський легкоатлет хорватського походження, який спеціалізувався в спортивній ходьбі.

## Із життєпису
Учасник п'яти Олімпійських ігор (1956—1972).
Олімпійський чемпіон (1964) та бронзовий олімпійський призер (1960) у спортивній ходьбі на 50 кілометрів.
На Олімпіаді-1956 брав участь у змаганнях з ходьби на 20 та 50 км (11-е та 4-е місця відповідно).
На Іграх 1968 та 1972 років змагався на 50-кілометровій дистанції ходьби, проте обидва рази не дістався фінішу.
Учасник трьох Кубків світу зі спортивної ходьби (1961, 1965, 1973). Переможець (1961) та бронзовий призер (1965) Кубка в індивадуальному заліку у ходьбі на 50 км. Володар двох бронзових нагород Кубка за підсумками командного заліку (1961, 1973).
Триразовий чемпіон Середземноморських ігор у ходьбі на 50 км (1955, 1963, 1971).
Учасник шести чемпіонатів Європи (1954—1971), на яких здобув три нагороди в спортивній ходьбі на 50 кілометрів: два «золота» (1962, 1966) та одне «срібло» (1958).
40-разовий чемпіон Італії у різних дисциплінах спортивної ходьби.
Ексрекордсмен світу та Європи зі спортивної ходьби на 30 миль та 50000 метрів доріжкою стадіону.
По завершенні змагальної кар'єри працював психологом у національній збірній Італії з гандболу, а також займався тренерською діяльністю.

## Основні міжнародні виступи
| Рік  | Змагання               | Місто        | Місце | Дисципліна   | Примітки         |
| ---- | ---------------------- | ------------ | ----- | ------------ | ---------------- |
| 1954 | Чемпіонат Європи       | Берн         |       | ходьба 50 км |                  |
| 1955 | Середземноморські ігри | Барселона    | 1     | ходьба 50 км |                  |
| 1956 | Олімпійські ігри       | Мельбурн     |       | ходьба 20 км |                  |
| 1956 | ходьба 50 км           |              |       |              |                  |
| 1958 | Чемпіонат Європи       | Стокгольм    | 2     | ходьба 50 км |                  |
| 1960 | Олімпійські ігри       | Рим          | 3     | ходьба 50 км |                  |
| 1961 | Кубок світу з ходьби   | Лугано       | 1     | ходьба 50 км |                  |
| 1962 | Чемпіонат Європи       | Белград      | 1     | ходьба 50 км |                  |
| 1963 | Середземноморські ігри | Неаполь      | 1     | ходьба 50 км |                  |
| 1964 | Олімпійські ігри       | Токіо        | 1     | ходьба 50 км | Відео на YouTube |
| 1965 | Кубок світу з ходьби   | Пескара      | 3     | ходьба 50 км |                  |
| 1966 | Чемпіонат Європи       | Будапешт     | 1     | ходьба 50 км | Відео на YouTube |
| 1968 | Олімпійські ігри       | Мехіко       | DNF   | ходьба 50 км |                  |
| 1969 | Чемпіонат Європи       | Афіни        |       | ходьба 20 км |                  |
| 1969 | DNF                    | ходьба 50 км |       |              |                  |
| 1971 | Чемпіонат Європи       | Гельсінкі    |       | ходьба 50 км |                  |
| 1971 | Середземноморські ігри | Ізмір        | 1     | ходьба 50 км |                  |
| 1972 | Олімпійські ігри       | Мюнхен       | DQ    | ходьба 50 км |                  |
| 1973 | Кубок світу з ходьби   | Лугано       |       | ходьба 20 км |                  |

## Визнання
- Командор ордена «За заслуги перед Італійською Республікою» (1976)[2]
- Член Зали слави легкої атлетики Італії[en][3]
- Член Алеї слави італійського спорту (2015)[4]
- Золотий комірець за спортивні заслуги[it] Національного олімпійського комітета Італії (2015)[5]